# Гамбит Кизерицкого
Гамбит Кизерицкого — шахматный дебют, разновидность принятого королевского гамбита, начинающаяся ходами: 

1. e2-e4 e7-e5 
 2. f2-f4 e5:f4 
 3. Кg1-f3 g7-g5 
 4. h2-h4 g5-g4 
 5. Кf3-e5.
Гамбит Кизерицкого — одно из наиболее популярных развитий принятого королевского гамбита. Относится к открытым началам.

## Варианты
5. …Кg8-f6 6. Сf1-c4 d7-d5 7. e4:d5 Сf8-g7 — Берлинская защита.
5. …Сf8-g7 6. d2-d4 d7-d6 7. Кe5:g4 Сc8:g4 8. Фd1:g4 Сg7:d4 9. Кb1-c3 — Защита Паульсена.